# (29927) 1999 JE35
A (29927) 1999 JE35 a Naprendszer kisbolygóövében található aszteroida. A LINEAR projekt keretében fedezték fel 1999. május 10-én.